# Kiejstut Bacewicz
Kiejstut Bacewicz (ur. 13 czerwca 1904 w Łodzi, zm. 27 sierpnia 1993 w Zgierzu) – polski pianista kameralista, pedagog, kompozytor i organizator życia muzycznego.

## Życiorys
Brat Grażyny Bacewicz i litewskiego muzyka Vytautasa Bacevičiusa.

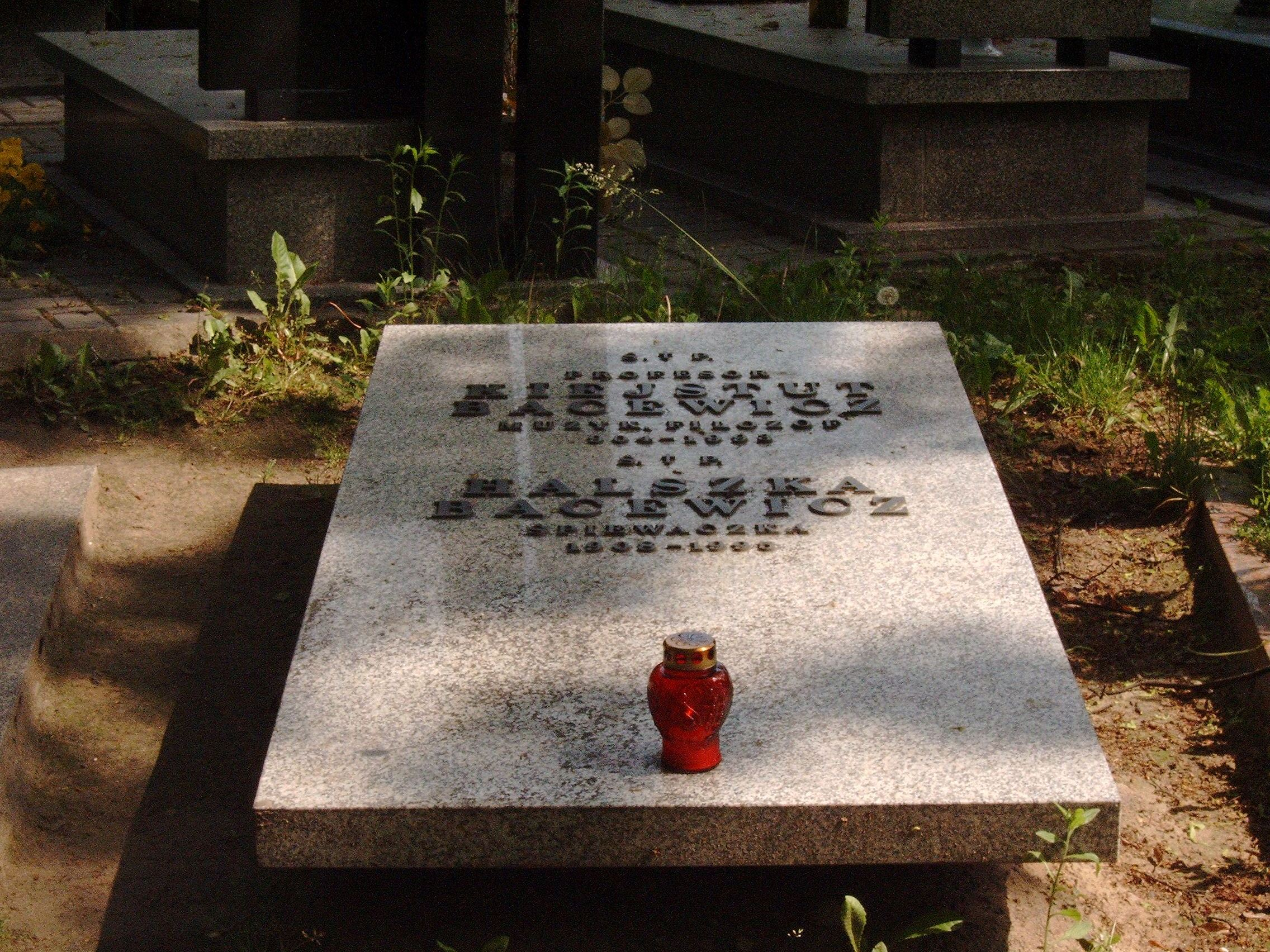
Grób Kiejstuta Bacewicza na cmentarzu na Dołach w Łodzi

W latach 1957–1969 rektor Akademii Muzycznej w Łodzi; twórca pierwszej polskiej katedry kameralistyki. Od 1974 na emeryturze. W roku 1993 otrzymał tytuł doktora honoris causa tej uczelni.
W 1958 laureat Nagrody Miasta Łodzi. Odznaczony Krzyżem Komandorskim Orderu Odrodzenia Polski, Krzyżem Kawalerskim Orderu Odrodzenia Polski, Złotym Krzyżem Zasługi, odznaką tytułu honorowego Zasłużony Nauczyciel PRL, Medalem Komisji Edukacji Narodowej i in.
Pochowany w alei zasłużonych na cmentarzu komunalnym na Dołach w Łodzi (kwatera XI, rząd 43, grób 6).